# 조지 러스크
조지 에이킨 러스크(George Akin Lusk, 1839-1919)는 뮤직홀 복원을 전문으로 하던 건축업자 겸 장식가였으며, 1888년 미확인 연쇄 살인범 잭 더 리퍼가 저지른 화이트채플 연쇄살인사건 당시 화이트채플자경위원회의 위원장이었다.

## 배경
러스크는 마가릿 엘리자베스(Margaret Elizabeth, 본성 Murray)(1807년 출생)와 변호사의 서기인 존 아서 러스크(John Arthur Lusk)(1803년 출생)의 아들이었다. 1863년 1월 스테프니에서 수잔나 프라이스(1843년~1888년 2월 5일)와 결혼하여 7명의 자녀를 두었다. 알버트 아서 러스크(Albert Arthur Lusk, 1863-1930), 월터 레오폴드 러스크(Walter Leopold Lusk, 1865-1923), 조지 알프레드 러스크(George Alfred Lusk, 1870-1918), 에디스 로즈 러스크(Edith Rose Lusk, 1872~? ), 모드 플로렌스 B. 러스크(Maud Florence B. Lusk, 1875-1967), 셀리나 그레이스 러스크(Selina Grace Lusk, 1877–?), 릴리안 바이올렛 러스크(Lilian Violet Lusk, 1881–1962)가 그의 자녀들이다.
러스크는 1882년 4월 14일 도릭 로지(Doric Lodge)에 가입한 프리메이슨이었지만 회비를 내지 않아 1889년 회원 자격을 박탈 당했다. 그는 지역 교회의 관리인이기도 했다.

## 화이트채플 자경위원회 위원장
러스크는 1888년 9월 10일 위원회를 구성한 다른 지역 사업가들에 의해 화이트채플 경계 위원회 의장으로 선출되었다. 그의 이름은 화이트채플 주변에 붙여져서 살인 사건에 대한 증거를 모으는 수많은 포스터에 인쇄되었다. 그와 위원회의 회계원인 조셉 아론스(Joseph Aarons)는 당시에 내무장관이던 헨리 매튜스에게 보내는 편지를 데일리 텔레그래프에 투고했다. 정부 당국은 "이스트엔드의 주민들이 캐번디시 경과  버크를 암살한 것 만큼이나 불행한 여성들의 피에 대한 복수를 원하고 있음을 확신합니다."라고 답했다.